# Веселовская, Нина Валентиновна
Ни́на Валенти́новна Весело́вская (7 марта 1932, Городище, Куйбышевская область — 6 марта 2022, Москва) — советская и российская актриса театра и кино. Заслуженная артистка РСФСР (1984).

## Биография
и Нина Веселовская родилась 7 марта 1932 года в селе Городище (ныне — Пензенской области). Семья Нины Валентиновны Веселовской не имела отношения к искусству. Отец Валентин Дмитриевич трудился строителем, мать Любовь Павловна, бухгалтер по образованию, работала в Институте красоты секретарем.
В детстве будущая актриса любила читать и имела способности к языкам, поэтому после школы поступила на лингвистический факультет. Оказавшись однажды в Москве на лечении, девушка волею судьбы подала документы в театральный и с первого раза поступила. Языковедение потеряло для Нины очарование, и она, забрав документы, начала посещать Школу-студию МХАТ.
Окончила Школу-студию МХАТ (1959).
С 1959 — актриса театра им. К. С. Станиславского, с 1978 — Театра-студии киноактёра, работала в драматической труппе «Блуждающие звёзды» и театре «Мир искусства».
Визитной карточкой артистки стала главная роль Даши Булавиной в фильме «Хождение по мукам» режиссеров Григория Рошаля и Мери Анджапаридзе. Одной из лучших театральных ролей актрисы считается образ Марии Николаевны Ермоловой в моноспектакле «Ваш выход, госпожа Ермолова» и Софья Ивановна Прежнева в малоизвестной пьесе А.Н. Островского "Не сошлись характерами", которую она играла в Московской драматической труппе "Блуждающие звёзды" (режиссёр П.Е. Тихомиров).
С середины 1990-х стала работать в антрепризах.
Скончалась 6 марта 2022 года, не дожив до своего 90-летнего юбилея один день. Конкретные причины смерти звезды экрана источники не называют. Прощание состоялось 11 марта в ритуальном зале Боткинской больницы. Похоронена рядом с мужем на Ваганьковском кладбище.

## Награды и звания
- Орден Почёта (2002) — за многолетнюю плодотворную деятельность в области культуры и искусства, большой вклад в укрепление дружбы и сотрудничества между народами[5]
- Заслуженная артистка РСФСР (1984)
- Заслуженный деятель культуры ПНР

## Личная жизнь
Муж — Геннадий Николаевич Бобровников умер 3 марта 2011, доктор технических наук. Вместе прожили более полувека.
Детей не было. Она говорила: «Не могу сказать, что я очень хотела родить ребёнка. А усыновить точно побоялась бы».
В 2011 году актриса осталась одна. Она почти не смотрела новые фильмы, очень любила пересматривать старые, могла целый день просидеть с книгой – чтение с детства было одним из любимых её занятий.
Актрису обслуживал работник социальной службы, приносил продукты, лекарства, несколько раз в неделю выводил пожилую женщину погулять, если погода позволяла и у неё было для этого настроение. Но Веселовской больше нравилось проводить время в тишине своей старой квартиры.

## Театр
- Московский драматический театр им. К. С. Станиславского:
- «Дни Турбиных» М. А. Булгакова. Режиссёр М. М. Яншин — Елена Васильевна Тальберг
- «Однажды в двадцатом» Н. Коржавина. Режиссёры: Б. А. Львов-Анохин и М. Ю. Резникович — Виктория Томми[6]
- «Генерал Чепраков в отставке» И. Дворецкого. Режиссёр В. Н. Кузенков — Лена
- «Прощание в июне» А. Вампилова. Постановка А. Г. Товстоногова — Репникова
- «Маленький принц» А. де Сент-Экзюпери. Постановка Е. И. Еланской — Змея
- «Ученик дьявола» Б. Шоу. Режиссёр Р. Иоффе — Джудит
- Московский театр киноактёра:
- «Полынь»
- «Восемь женщин» Р. Тома.
- «Бабий бунт» музыка Е. Птичкина, по рассказам М. А. Шолохова. Режиссёр М. Ошеровский — Марфа
- «Много лет спустя» Г. Натансона и Д. Орлова. Режиссёр Г. Н. Натансон — Александра Перегонец
- Московская драматическая труппа «Блуждающие звёзды»:
- «Не сошлись характерами» А. Н. Островского. Постановка П. Е. Тихомирова — Софья Ивановна Прежнева
- «Театральная фантазия» П. Тихомирова. Режиссёр П. Е. Тихомиров — Актриса; Певица; Елизавета Английская

## Фильмография
- 1957 — 1959 — Хождение по мукам — Даша Булавина
- 1962 — Грешный ангел — Молчанова Людмила Васильевна
- 1964 — Космический сплав — Людмила Кареджи
- 1965 — Вниманию граждан и организаций — учительница
- 1965 — Друзья и годы — Татьяна
- 1966 — Два года над пропастью — Раиса Окипная
- 1967 — Татьянин день — Софья Панина
- 1968 — Угрюм-река — баронесса Замойская
- 1968 — Шестое июля — Инесса Арманд
- 1969 — Ищите и найдёте — Ольга
- 1970 — Угол падения — Виктория Фёдоровна
- 1971 — Найди меня, Лёня! — Марина Арсеньева
- 1979 — Город принял — родственница пострадавшей
- 1979 — На исходе лета — Ольга Веденеева
- 1979 — Стакан воды — фрейлина при дворе королевы
- 1980 — Алёша — Савина
- 1980 — Особо важное задание — Ксения
- 1982 — Если враг не сдаётся… — Мотря
- 1986 — И в звуках память отзовётся — мать Лысенко
- 1991 — Бабочки — помреж
- 2004 — Нежное чудовище — Оболенская
- 2007 — Дом на набережной — баба Нила
- 2008 — Сезон туманов — старая актриса
- 2011 — Моя вторая половинка — Любовь Павловна